# Фаррух Ормізд
Фаррух Ормізд (перс. فرخ‌هرمز; д/н — 631) — шахіншах Сасанідської імперії в 630—631 роках. Відомий також як Ормізд V.

## Життєпис
Походив з впливового парфянського клану Іспахбудган. Син Відхоя, державного скарбника. 596/600 року останнього було страчено шахіншахом Хосрова II Парвіза. Після загибелі стрийка Вістахма вплив роду Іспахбудган ще був значним. Тому Фарруха було призначено спахбедом (військовим командувачем) Адурбагану.
Під час війни з Візантією 624 року Фаррух і його син Ростам повстали проти шахіншаха, що дозволило візантійському імператору Іраклію вдерлася до Атропатени, де він пограбував кілька міст, включаючи храм Адур Гушнасп.
У 628 році перською знаттю було повалено Хосрова II. В цьому брав участь Фаррухом з синами Ростамом і Фаррухзадом. 25 лютого владу захопив Кавад II, який наказав стратити всіх своїх рідних та зведених братів. Натомість провідні роди держави отримали напівнезалежність, які почали створювати власний уряд. 628 року руйнівна чума охопила західні сасанідські провінції, вбивши половину населення, включаючи Кавада II. За цим до 629 року змінилися на троні Арташир III і Шахрвараз. Зрештою трон зайняла Борандохт
Фаррух був призначений вузург фрамадар (першим міністром). Втім 630 року її було скинуто з трону, а владу захопив Шапур-і-Шахвараз, який протримався декілька місяців. Частина знаті оголосила шахіншахом Пероза II, інша підтримала Фарруха, який прийняв тронне ім'я Ормізд. В свою чергу Шапур-і-Шахрвараз був скинутий на користь Азармедохт, сестри Борандохт.
В свою чергу Фаррух Ормізд запропонував Азармедохт укласти шлюб, щоб завершити боротьбу за владу, але отримав відмову. Він почав карбувати монети в Істахрі (в Персії) та Нагаванді (в Мідії). Проти нього виступив спахбед Сіявахш з роду Мехранідів 631 року поразки Фаррух Ормізду. Син останнього Ростам Фаррохзад, який на той час перебував у Хорасані, рушив на Ктесифонт, перемігши Сіявахша та захопив столицю. На той час знать вже встигла послідовно повалити Азармедохт і Хосрова V, відновивши на трон Борандохт. Водночас повстав Ормізд VI.